# Viessoix
Viessoix és un municipi francès situat al departament de Calvados i a la regió de Normandia. L'any 2007 tenia 724 habitants.

## Demografia

### Població
El 2007 la població de fet de Viessoix era de 724 persones. Hi havia 271 famílies de les quals 51 eren unipersonals (33 homes vivint sols i 18 dones vivint soles), 88 parelles sense fills, 125 parelles amb fills i 7 famílies monoparentals amb fills.
La població ha evolucionat segons el següent gràfic:
Habitants censats

### Habitatges
El 2007 hi havia 310 habitatges, 272 eren l'habitatge principal de la família, 13 eren segones residències i 25 estaven desocupats. Tots els 310 habitatges eren cases. Dels 272 habitatges principals, 190 estaven ocupats pels seus propietaris i 83 estaven llogats i ocupats pels llogaters; 14 tenien dues cambres, 40 en tenien tres, 83 en tenien quatre i 136 en tenien cinc o més. 239 habitatges disposaven pel capbaix d'una plaça de pàrquing. A 96 habitatges hi havia un automòbil i a 161 n'hi havia dos o més.

### Piràmide de població
La piràmide de població per edats i sexe el 2009 era:
| Homes | Edats   | Dones |
| ----- | ------- | ----- |
| 0     | 95 o +  | 0     |
| 0     | 90 a 94 | 0     |
| 0     | 85 a 89 | 8     |
| 0     | 80 a 84 | 4     |
| 16    | 75 a 79 | 12    |
| 12    | 70 a 74 | 12    |
| 16    | 65 a 69 | 16    |
| 16    | 60 a 64 | 12    |
| 8     | 55 a 59 | 12    |
| 24    | 50 a 54 | 16    |
| 12    | 45 a 49 | 12    |
| 48    | 40 a 44 | 40    |
| 28    | 35 a 39 | 28    |
| 32    | 30 a 34 | 16    |
| 16    | 25 a 29 | 16    |
| 20    | 20 a 24 | 12    |
| 16    | 15 a 19 | 28    |
| 24    | 10 a 14 | 20    |
| 36    | 5 a 9   | 16    |
| 12    | 0 a 4   | 16    |

## Economia
El 2007 la població en edat de treballar era de 477 persones, 375 eren actives i 102 eren inactives. De les 375 persones actives 347 estaven ocupades (181 homes i 166 dones) i 28 estaven aturades (11 homes i 17 dones). De les 102 persones inactives 35 estaven jubilades, 39 estaven estudiant i 28 estaven classificades com a «altres inactius».

### Ingressos
El 2009 a Viessoix hi havia 294 unitats fiscals que integraven 793,5 persones, la mediana anual d'ingressos fiscals per persona era de 16.279 €.

### Activitats econòmiques
Dels 7 establiments que hi havia el 2007, 1 era d'una empresa extractiva, 1 d'una empresa de fabricació d'altres productes industrials, 3 d'empreses de comerç i reparació d'automòbils, 1 d'una empresa de transport i 1 d'una empresa classificada com a «altres activitats de serveis».
Dels 3 establiments de servei als particulars que hi havia el 2009, 1 era una funerària, 1 taller de reparació d'automòbils i de material agrícola i 1 fusteria.
L'any 2000 a Viessoix hi havia 39 explotacions agrícoles que ocupaven un total de 770 hectàrees.

## Equipaments sanitaris i escolars
El 2009 hi havia una escola elemental integrada dins d'un grup escolar amb les comunes properes formant una escola dispersa.

## Poblacions més properes
El següent diagrama mostra les poblacions més properes.